# Na Policy
Na Policy este o arie protejată (sit de importanță comunitară — SCI) din Polonia întinsă pe o suprafață de 765,75 ha, integral pe uscat.

## Localizare
Centrul sitului Na Policy este situat la coordonatele 49°37′50″N 19°37′08″E / 49.6306°N 19.6188°E.

## Înființare
Situl Na Policy a fost declarat sit de importanță comunitară în aprilie 2004 pentru a proteja 1 specie de plante și 6 specii de animale.

## Biodiversitate
Situată în ecoregiunea alpină, aria protejată conține 6 habitate naturale: Tufărișuri cu Pinus mugo și Rhododendron hirsutum (Mugo-Rhododendretum hirsuti), Liziere de ierburi înalte hidrofile de câmpie și de nivel montan până la alpin, Păduri de fag Luzulo-Fagetum, Păduri de fag Asperulo-Fagetum, Păduri pe pante, grohotișuri și ravene de Tilio-Acerion, Păduri acidofile de Picea de la nivel montan la nivel alpin (Vaccinio-Piceetea).
La baza desemnării sitului se află mai multe specii protejate:
- plante (1): Aconitum firmum subsp. moravicum
- amfibieni (2): izvoraș-cu-burta-galbenă (Bombina variegata), Triturus montandoni
- mamifere (3): lupul (Canis lupus), râs eurasiatic (Lynx lynx), urs brun (Ursus arctos)
- nevertebrate (1): Carabus variolosus

Pe lângă speciile protejate, pe teritoriul sitului au mai fost identificate 3 specii de plante, 1 specie de mamifere.